# Blaze of Glory (álbum de Jon Bon Jovi)
Blaze of Glory es el álbum debut en solitario de Jon Bon Jovi lanzado en julio de 1990 a través de la etiqueta Mercury Records, siendo su trabajo discográfico más exitoso.
En este disco, Bon Jovi fue acompañado por Jeff Beck en la guitarra y Kenny Anoroff a la batería, entre otros músicos. Pertenece a la banda sonora de la película Young Guns II - Arma Joven II. Emilio Estévez pidió "Wanted Dead or Alive" como el tema para la secuela de Billy the Kid, pero Jon Bon Jovi acabó componiendo un tema completamente nuevo para la banda sonora de la película. El álbum tiene participaciones de invitados como Elton John, Little Richard, y Jeff Beck. Blaze of Glory fue galardonado con un Golden Globe. También recibió un Premio de la Academia y nominaciones al Grammy.
El sencillo del mismo nombre, «Blaze of Glory», alcanzó el primer lugar en los listados de Billboard Hot 100 en septiembre de 1990, más tarde fue galardonado con un Globo de Oro a Mejor Canción Original y estuvo nominado a los Premios Óscar en la misma categoría.

## Información de álbum
El álbum se enfoca principalmente en el tema de la redención y si los crímenes pasados de un individuo finalmente los alcanzarán. Otro de los temas es el tomar una posición y hacerse oír en el mundo. Jon Bon Jovi dijo en el DVD "100,000,000 Bon Jovi Fans Can't Be Wrong" que originalmente pensó que la agresividad del álbum y los temas trataban de Billy the Kid y Pat Garrett de Young Guns II, pero llegó a darse cuenta de que reflejan el estado emocional en el que se encontraba en ese momento. El álbum marca la transición de Jon como escritor, principalmente de chicas y pasarlo bien, a otros temas, lo cual lo llevaría a él y su banda a madurar en los temas de su álbum de 1992 Keep the Faith.
Emilio Estévez originalmente se puso en contacto con Bon Jovi para pedir permiso para incluir la canción "Wanted Dead Or Alive" en la banda sonora. Bon Jovi sentía que la letra no era apropiada; aun así, el proyecto lo inspiró y decidió escribir una canción nueva para la película que estaría más relacionada con el periodo y la trama. Rápidamente escribió "Blaze of Glory", y la tocó en una guitarra acústica en el desierto de Nuevo México para Estévez y John Fusco. Fue la primera vez que se escuchó "Blaze of Glory". Fusco llamó a sus coproductores para que la oyeran, y fue nombrada el tema principal de Young Guns II en el acto. En una entrevista para la revista UNCUT, Kiefer Sutherland dijo, "Cuándo Jon (Bon Jovi) se unió al equipo de Young Guns 2, estábamos todos comiendo hamburguesas en un restaurante y Jon estaba garabateando en una servilleta por unos seis minutos. Dijo que había escrito 'Blaze of Glory', la cual naturalmente fue un gran éxito en Estados Unidos. Más tarde le dio a Emilio Estévez la servilleta. Ahí estábamos comiendo hamburguesas mientras él escribía un éxito... Nos hizo sentir estúpidos."
Se realizaron los vídeos musicales para "Blaze of Glory", "Miracle" y "Dyin' Ain't Much of a Livin".
La letra de la canción "Santa Fe" ha sido citada en el libro de 1998 Sobre un Chico, a pesar de que el autor, Nick Hornby, habría hecho una ligera referencia a John Donne es "Ningún Hombre es una Isla ". La canción es también citada en la película Alta Fidelidad.

## Éxito en las listas
El álbum llegó al núm. 3 en la Cartelera 200 y Núm. 2 en el Gráfico de Álbumes del Reino Unido.
La canción del título "Blaze Of Glory" fue lanzado como el primer sencillo y llegó al número 1 en la Cartelera Billboard Hot 100 y el número 20 en rock. "Miracle" se estrenó como el segundo sencillo y se situó en el número 12 en los Hot 100 y número 20 en las listas de rock. El tercer sencillo "Never say die" se coló en las listas de éxitos en Australia, Canadá y Polonia pero no en EE. UU. "Dyin ain't much of a livin", con colaboración de Elton John, y "Santa Fe" fueron lanzados como singles promocionales.
En 1998 se lanzó una versión country de "Bang a drum" por Chris LeDoux. El tema se estrenó como sencillo con vídeo musical y llegó al número 68 en las listas Hot Country Songs.

## Película
Young Guns II (1990), o Intrépidos forajidos en España, es una película del oeste secuela de Young Guns (Arma Joven, 1988). Protagonizada por Emilio Estévez, Kiefer Sutherland, Lou Diamond Phillips, Christian Slater, y William Petersen como Pat Garrett. Escrita y producida por John Fusco y dirigida por Geoff Murphy.
Jon Bon Jovi también hizo un cameo en la película como uno de los prisioneros en la fosa con Doc y Chávez.

## Lista de canciones
| N.º | Título                        | Escritor(es)                     | Duración |  |
| 1.  | «Billy Get Your Guns»         | Jon Bon Jovi                     |          |  |
| 2.  | «Miracle»                     | Jon Bon Jovi                     | 5:09     |  |
| 3.  | «Blaze of Glory»              | Jon Bon Jovi and Danny Kortchmar | 5:40     |  |
| 4.  | «Blood Money»                 | Jon Bon Jovi                     | 2:34     |  |
| 5.  | «Santa Fe»                    | Jon Bon Jovi                     | 5:41     |  |
| 6.  | «Justice in the Barrel»       | Jon Bon Jovi                     | 6:49     |  |
| 7.  | «Never Say Die»               | Jon Bon Jovi                     | 4:54     |  |
| 8.  | «You Really Got Me Now»       | Jon Bon Jovi                     | 2:24     |  |
| 9.  | «Bang a Drum»                 | Jon Bon Jovi                     | 4:36     |  |
| 10. | «Dyin' Ain't Much of a Livin» | Jon Bon Jovi                     | 4:46     |  |
| 11. | «Guano City»                  | Alan Silvestri                   | 1:00     |  |

Nota: Las únicas canciones que se oyeron en la película son "Billy Get Your Guns," y "Blaze of Glory" (ambas durante los créditos finales) y el tema instrumental de Silvestri.

## Personal
- Jon Bon Jovi – Voz, coros, guitarra, piano, armónica, productor
- Kenny Aronoff – Batería, percusión
- Jeff Beck – Guitarra eléctrica
- Robbin Crosby – Guitarra
- Bob Glaub – Bajo
- Randy Jackson – Bajo
- Ron Jacobs – Ingeniero
- Elton John – Piano, coros
- Danny Kortchmar – Guitarra, productor
- Carmella Lento, Myrna Matthews, Julia Waters, Maxine Waters – Coros
- Aldo Nova – Guitarras, teclados, piano, pandereta
- Phil Parlapiano – Acordeón
- Lou Diamond Phillips – Voz
- The Runners, Dale Lavi – Palmas
- Little Richard – Piano, voz
- Brian Scheuble – Ingeniero
- Alan Silvestri – Arreglos
- Benmont Tench – Hammond, piano
- Waddy Wachtel - Guitarra, slide, dobro

## Producción
- Jon Bon Jovi, Danny Kortchmar: Productores
- Brian Scheuble, Rob Jacobs: Ingenieros

## Listas y reconocimientos
| Listas (1990) | Puesto | Reconocimiento |
| ------------- | ------ | -------------- |
| Australia     | 2      | Platino        |
| Reino Unido   | 2      | Oro            |
| Billboard 200 | 3      | 2x Platino     |

## Vídeos
- "Blaze of Glory"
- "Miracle"
- "Dyin' Ain't Much of a Livin'"

## Premios

### Premios Óscar
| Año  | Categoría                         | Película      | Canción        | Resultado |
| ---- | --------------------------------- | ------------- | -------------- | --------- |
| 1991 | Óscar a la mejor canción original | Young Guns II | Blaze of Glory | Nominado  |

### Globo de Oro
| Año  | Categoría              | Película      | Canción        | Resultado |
| ---- | ---------------------- | ------------- | -------------- | --------- |
| 1991 | Mejor canción original | Young Guns II | Blaze of Glory | Ganador   |

### American Music Awards
| Año  | Categoría                | Canción        | Resultado |
| ---- | ------------------------ | -------------- | --------- |
| 1991 | Canción de Rock favorita | Blaze of Glory | Ganador   |